# Achaetobonellia ricei
Achaetobonellia ricei är en djurart som tillhör fylumet skedmaskar, och som beskrevs av Ramlall Biseswar 2005. Achaetobonellia ricei ingår i släktet Achaetobonellia och familjen Bonelliidae. Inga underarter finns listade i Catalogue of Life.